# آنتونیو زیتو
آنتونیو زیتو (انگلیسی: Antonio Zito؛ زادهٔ ۶ ژوئن ۱۹۸۶) بازیکن فوتبال اهل ایتالیا است.
از باشگاه‌هایی که در آن بازی کرده‌است می‌توان به باشگاه فوتبال سورنتو کالچو، باشگاه فوتبال سالرنیتانا، پوجیبونسی، باشگاه فوتبال روبور سیه‌نا، باشگاه فوتبال کروتونه، باشگاه فوتبال آولینو، باشگاه فوتبال بنونتو، باشگاه فوتبال یووه استابیا، و باشگاه فوتبال ترنانا اشاره کرد.